# 866
Năm 866 là một năm trong lịch Julius.

## Sự kiện
- Alfonso III kế vị chức vua của Asturias.
- Louis II đánh bại quân xâm lược của Saracen tại Ý.
- Ethelred kế vị chức vua của Wessex (hay 865).
- Đội quân Viking chiếm York.
- Harold Fairhair (850-933) thắng một trận chiến quyết định để trở thành vua của toàn bộ Na Uy.
- nhà Đường đổi An Nam đô hộ phủ  thành Tĩnh Hải Quân,Cao Biền lên làm tiết độ sứ